# 夫婦 (1982年のテレビドラマ)
『夫婦』（ふうふ）は、1982年1月4日から3月5日までTBS「花王 愛の劇場」枠にて放送されていた昼ドラマである。全45話。

## ストーリー
高村伸枝は、夫・勝利との間に三人の子を授かった。だが今では、末っ子・清人まで結婚して手元から去ってしまい、寂しくて仕方がない。長男・昭人も今更同居は受け付けないと言う。息子夫婦との同居を切望する伸枝は、清人夫婦に期待をかけるが、清人に「子供たちのことばかりではなく、父と2人の生活を大切にするべきだ」と断られてしまう。そんなある日、落胆していた所に、嫁ぎ先の横井家を飛び出した長女・久子がやってくる。
今度は久子との同居を望んだものの、嫌がる久子を、夫・勝利が横井家へ連れ戻してしまう。
その一件から、伸枝は、普段からまともにコミュニケーションも取らず、1人趣味に没頭する勝利に、いよいよ愛想を尽かし、伸枝の妹・峯子の元に身を寄せるが、それを切っ掛けに、色々な問題が起こり始める…

## キャスト
- 高村伸枝：岩崎加根子
- 高村勝利（夫）：山内明

- 高村昭人（長男）：伊東達広
- 高村悠子（昭人の妻）：千野弘美
- 棚田大造（昭人の舅）：幸田宗丸
- 棚田菊子（昭人の姑）：由起艶子
- 高村健（昭人の長男）：岩渕健

- 横井久子（長女）：山本郁子
- 横井晴彦（久子の夫）：木村四郎
- 横井平造（久子の舅）：眞弓田一夫
- 横井たき（久子の姑）：露原千草
- 横井愛（久子の長女）：高橋かおり
- 横井守（久子の長男）：岩崎学

- 高村清人（次男）：矢野勇生
- 高村弘子（清人の妻）：一ノ瀬康子
- 田代正兼（清人の舅）：松本朝夫
- 田代美代（清人の姑）：左幸子（特別出演）
- 田代洋治（弘子の長兄）：堀内正美
- 田代直治（弘子の次兄）：古田正志

- 立花つぎ（母）：川上夏代
- 立花公男（弟）：平林尚三
- 立花邦子（公男の妻）：千葉裕子
- 立花初子（公男の長女）：伊藤かずえ
- 立花友和（公男の長男）：松野達也

- 中尾峯子（妹）：十勝花子
- 中尾宗則（峯子の夫）：早川純一
- 中尾聡（峯子の長男）：若山雅弘
- 中尾みどり（峯子の長女）：葛西円

- 秋山（クリーニング店員）：頭師佳孝
- 山田夫人（中尾家の隣人）：青木和代
- 南（みどりの家庭教師）：志麻哲也
- 綿木（宗則の会社の後輩）：原田樹世土
- 浪江（函館の小料理屋の女将）：藤宏子
- 金山さと子（伸枝の女学校時代の友人）：新村礼子
- 金山明子（さと子の娘）：木内マキ
- さと子の借金取り１ :鶴田忍
- さと子の借金取り２ :中丸新将
- 横山（初子の担任）：小林尚臣
- 原夫人（初子の友達の母）：木村有里
- 典子（初子の友達）：丸山千景

- ナレーター：渡辺知子

## スタッフ
- 原作 - 橋田壽賀子
- 脚本 - 橋田壽賀子、香取俊介
- 演出 - 番匠義彰
- 制作 - 国際放映、TBS
- 主題歌 -「夫婦岩」（歌：金沢明子）
  - 作詞：香取俊介、作曲：船村徹、編曲：丸山雅仁

## 放送日程
| 週 | 回      | 放送日                        | タイトル                         |
| -- | ------- | ----------------------------- | -------------------------------- |
| 1  | 1 - 5   | 1982年1月4日 - 1982年1月8日   | 子供は去って行く その一 - その五 |
| 2  | 6 - 10  | 1982年1月11日 - 1982年1月15日 | 長男と同居したい その一 - その五 |
| 3  | 11 - 15 | 1982年1月18日 - 1982年1月22日 | 子供はみんな勝手 その一 - その五 |
| 4  | 16 - 20 | 1982年1月25日 - 1982年1月29日 | 嫁姑の争い その一 - その五       |
| 5  | 21 - 25 | 1982年2月1日 - 1982年2月5日   | 妻の家出 その一 - その五         |
| 6  | 26 - 30 | 1982年2月8日 - 1982年2月12日  | 幸せの壊れるとき その一 - その五 |
| 7  | 31 - 35 | 1982年2月15日 - 1982年2月19日 | 三界に住む家なし その一 - その五 |
| 8  | 36 - 40 | 1982年2月22日 - 1982年2月26日 | 身内の心配 その一 - その五       |
| 9  | 41 - 45 | 1982年3月1日 - 1982年3月5日   | 夫婦は夫婦 その一 - その五       |